# V-Bahn-Projekt
Die V-Bahn der Jungfraubahn Holding AG bezeichnet ein Projekt mit zwei Seilbahnen – mit den Bergstationen Eigergletscher und Männlichen –, der Talstation Grindelwald Terminal, der neuen Haltestelle der Berner Oberland-Bahn (BOB) sowie einem Parkhaus. Der Name leitet sich von den Seilbahnstrecken ab, die an einem Punkt beginnen und dann V-förmig in verschiedene Richtungen weitergehen. Mit der Eröffnung der V-Bahn konnte die Reisedauer von Grindelwald zum Jungfraujoch um 47 Minuten und bei der bestehenden Strecke zum Männlichen um 11 Minuten gesenkt werden. Es ist eines der grössten Infrastrukturprojekte der Alpen.

## Geschichte

### Bestandteile des Projektes
Das V-Bahn-Projekt besteht aus acht integrierten Bestandteilen – dem Bau des Terminals im Talboden, dem Bau des Parkhauses beim Terminal, der Anbindung an den öffentlichen Verkehr durch Bahn- und Bus-Haltestelle, dem neuen Eiger-Express, der neuen Gondelbahn zum Männlichen, dem Ausbau der Station Eigergletscher, der Bestellung von neuem Rollmaterial für den Wengen Shuttle von Lauterbrunnen nach Wengen auf der Strecke der Wengernalpbahn und der Bestellung von neuem Rollmaterial für die Jungfraubahn. Das Herzstück des ganzen Projektes ist dabei der Grindelwald Terminal.

### Planungs- und Vorbereitungsphase
Das V-Bahn-Projekt mit den acht Bestandteilen wurde am 19. Dezember 2012 angekündigt. In der darauffolgenden Zeit wurde die örtliche Bevölkerung über das Projekt informiert und es fanden Debatten und Diskussionen zum Projekt statt. Bis 2014 musste die Jungfraubahn Holding AG Überzeugungsarbeit leisten, bis sich dann am 24. Oktober 2014 die Mehrheit der Stimmberechtigten der Gemeinde Grindelwald für das Projekt aussprach. Am 27. Oktober folgte Lauterbrunnen. Und auch die Bergschaften gaben ihre Zustimmung.
Am 25. September 2015 wurde der Richtplan genehmigt. Damit konnte im Frühjahr 2016 das Plangenehmigungsverfahren beginnen. Es folgten zwei intensive Jahre, in denen die Bereinigung von 17 Einsprachen im Zentrum stand. Die gesamte Planungsphase kostete bereits 12 Millionen Franken.

### Bau
Der offizielle Spatenstich erfolgte am 3. Juli 2018. Am 11. Juni ist bereits der Baustart für die Gondelbahn Grindelwald-Männlichen erfolgt. Die ersten Masten für den Eiger-Express wurden am 18. Dezember 2018 geliefert. Am 15. März 2019 konnte der Durchstich am Verbindungsstollen bei der Bergstation Eigergletscher für die neue 3S-Bahn Eiger-Express gefeiert werden. Am 31. März 2019 wurde der Betrieb der bestehenden Gondelbahn Grindelwald-Männlichen eingestellt, im April die Gondelbahn abgebrochen. Im Juli und August 2019 fanden erneut mehrere Schwertransporte für die Zug- und Tragseile des Eiger-Express statt. Ab Mai 2020 erfolgte die Montage des Eiger-Express, im Sommer dann der Seilzug und der Seilspleiss. Ab September 2020 wurden die ersten Probefahrten mit den modernen 26er-Kabinen durchgeführt. Die Fahrgeschwindigkeit des Eiger-Express soll knapp 29 km/h betragen.
Am 4. Dezember 2020 wurde die V-Bahn eröffnet. Aufgrund der Einschränkungen wegen der Coronavirus-Pandemie konnte sie nur in kleinem Rahmen eingeweiht werden.

## Verbindungen
Das Zentrum aller Bahnen ist der Grindelwald Terminal. Dieses erreicht man von Interlaken Ost mit der Berner-Oberland-Bahn.
Von der Talstation Grindelwald Terminal führen die 3-S-Bahn zur Station Eigergletscher (Eiger-Express) und die Gondelbahn zum Männlichen (Männlichenbahn). Bei der Station Eigergletscher kann auf die Jungfraubahn umgestiegen und zum Jungfraujoch gefahren werden.

## Bilder

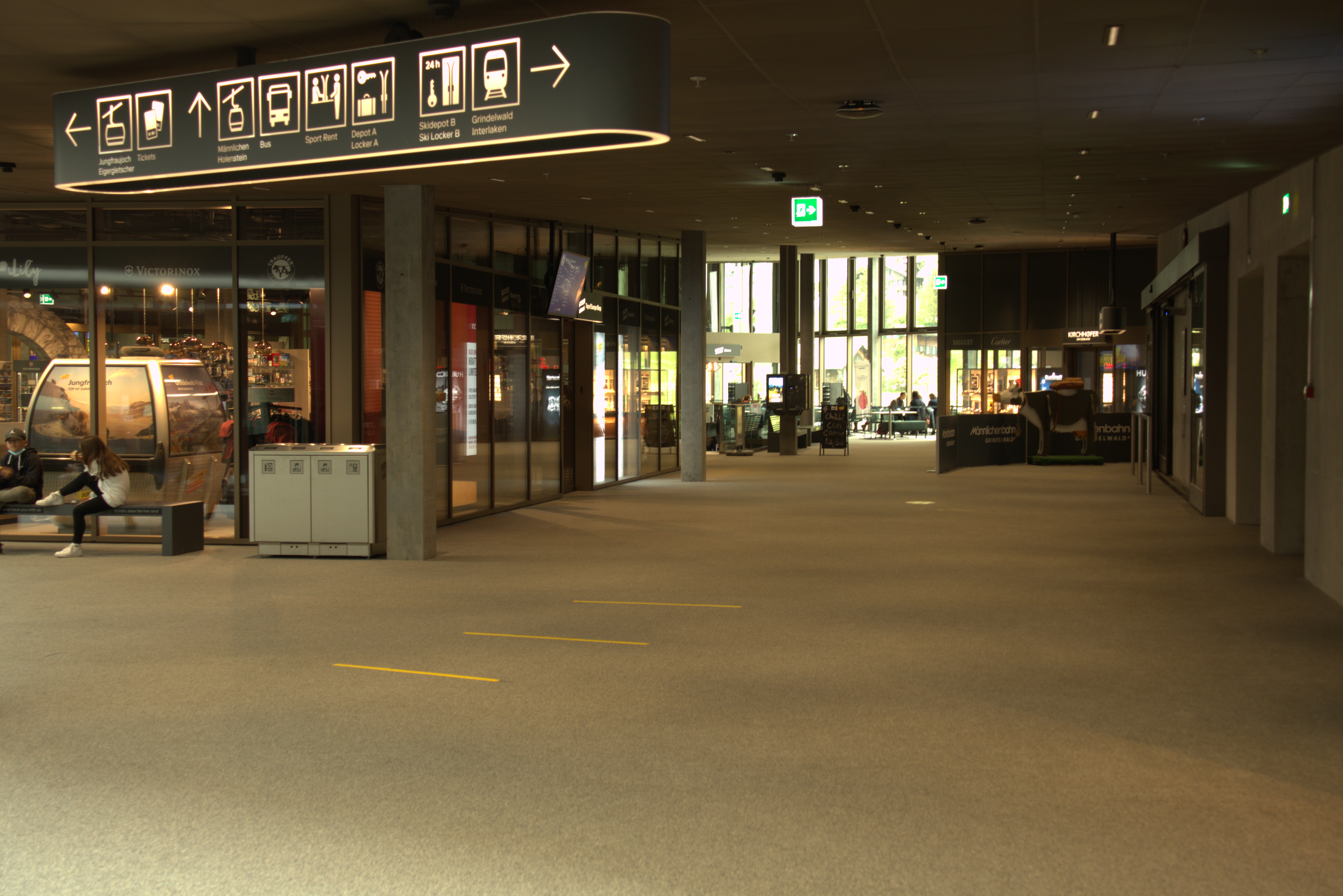
Innenbereich Grindelwald Terminal
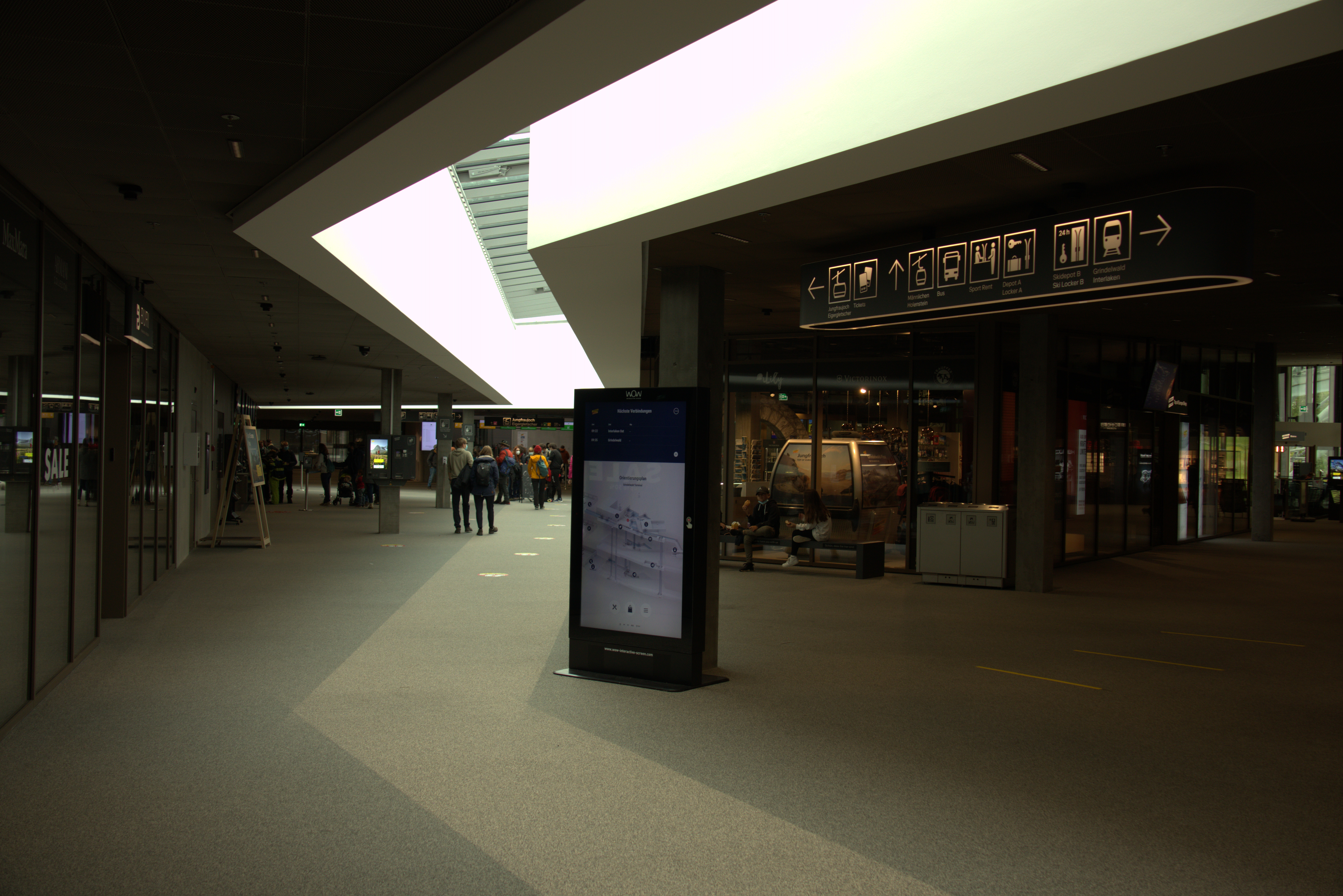
Innenbereich Grindelwald Terminal
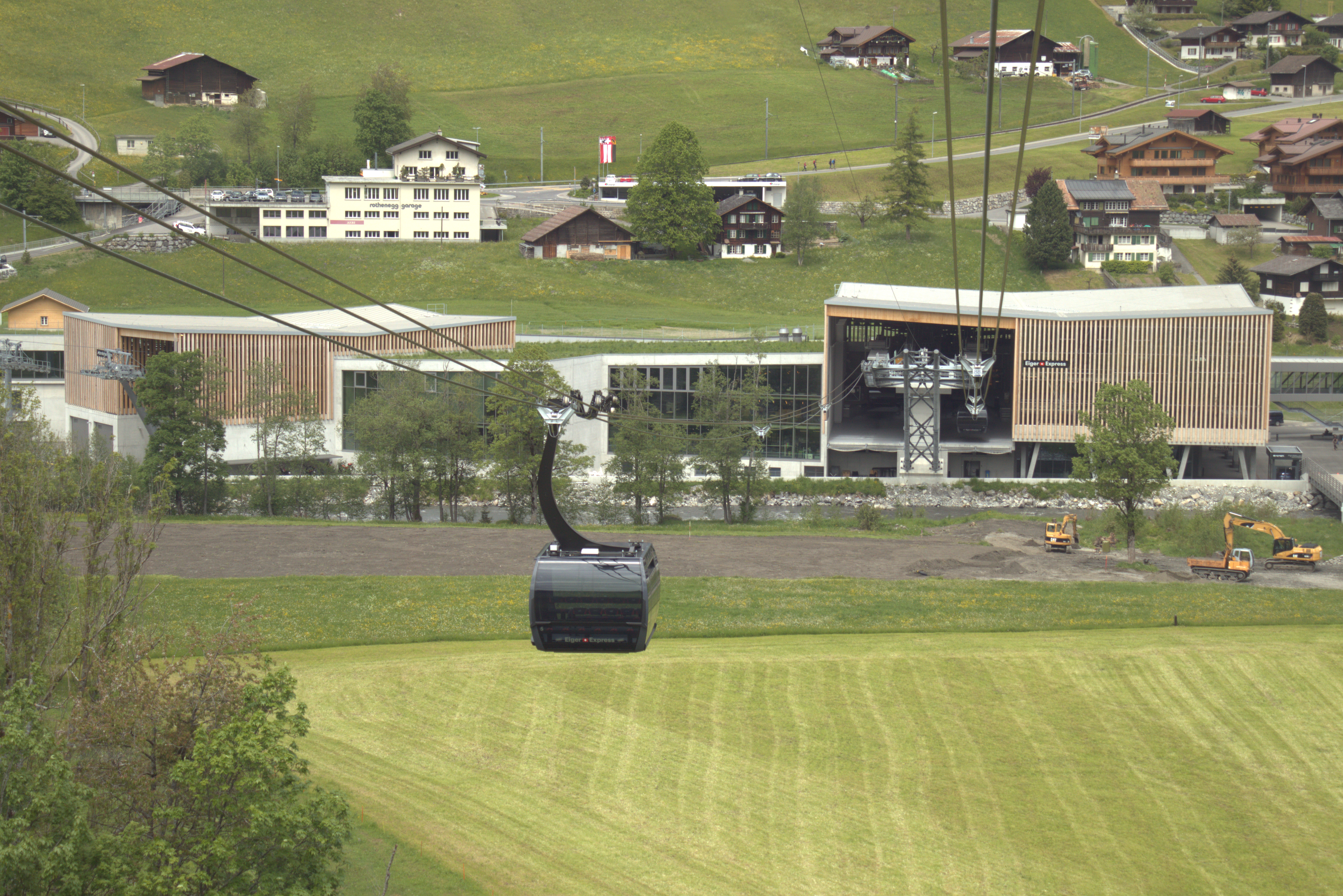
Grindelwald Terminal
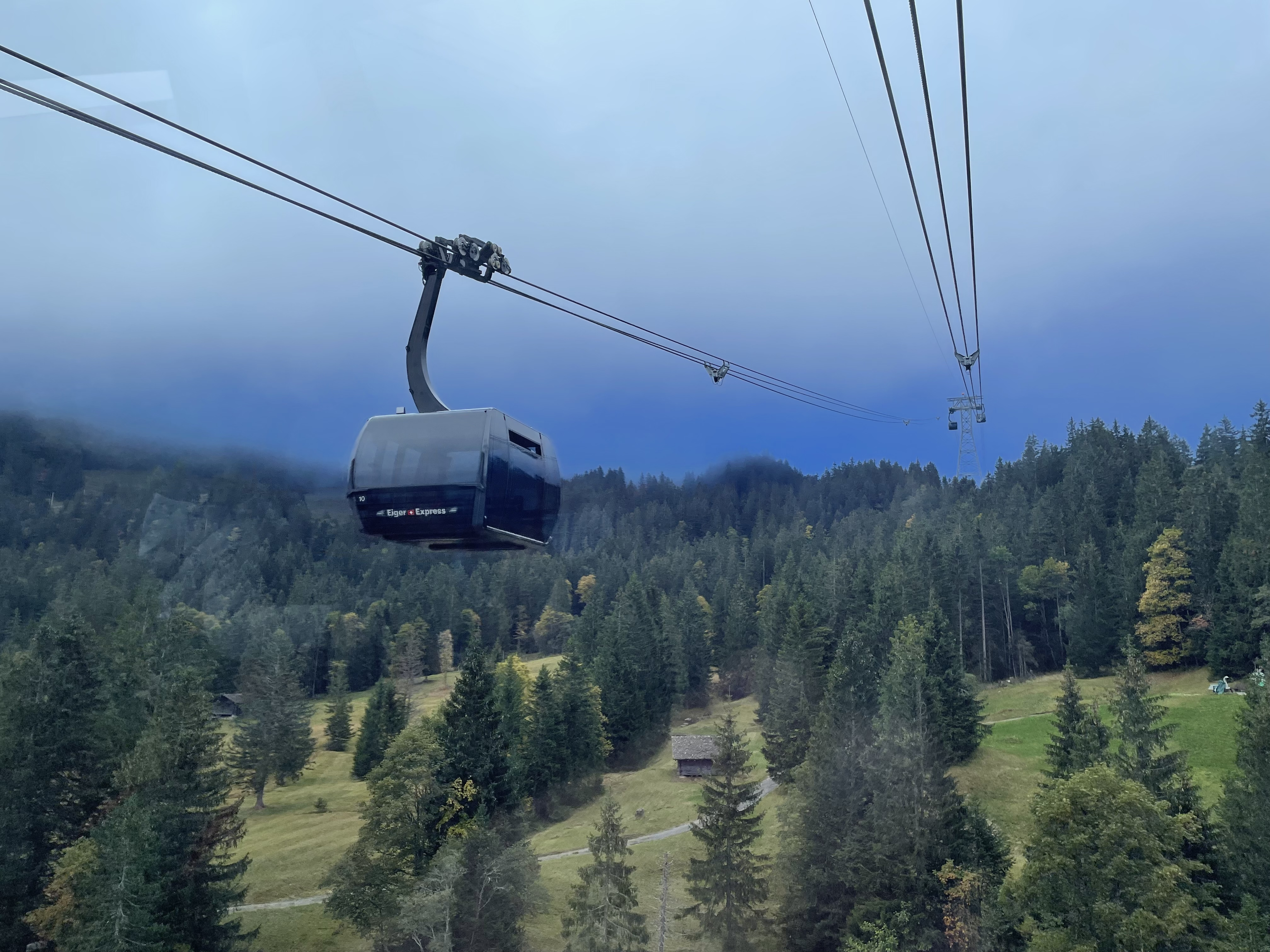
Eiger Express
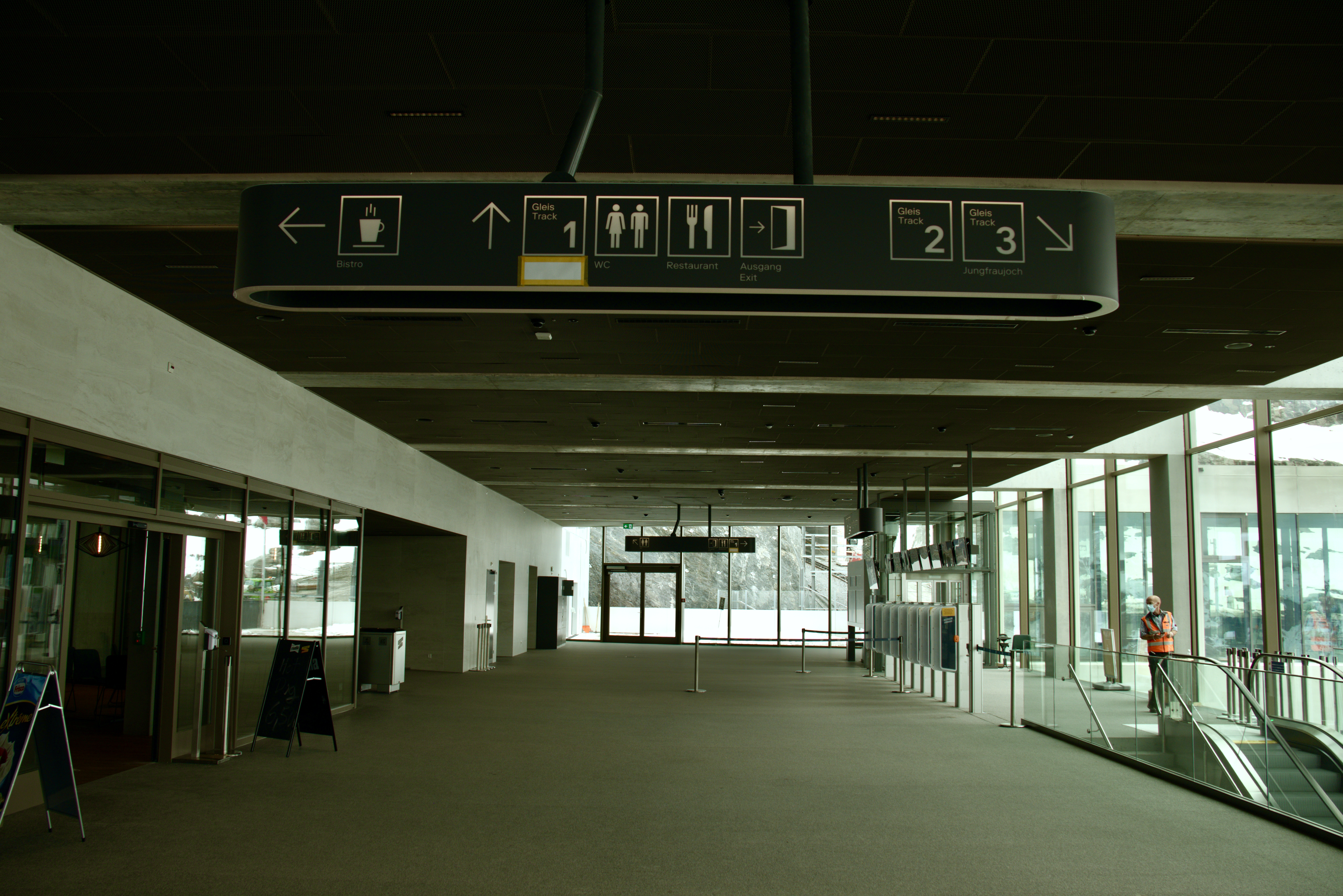
Eigergletscher Stationshalle

## Kritik
Das Projekt wurde stark kritisiert. Kritikpunkte waren zum einen die Beeinträchtigung der Sicht auf die spektakuläre Eigernordwand. Die Seilbahn wurde als «Wäscheleine» bezeichnet, die eine «Verschandelung» der Natur und Landschaft mit sich bringen werde. Aufgrund dieser Kritik wurden die beiden obersten Stützen nur mit einer Höhe von 20 bzw. 25 Metern gebaut, so fahren die Kabinen des Eiger Express unterhalb der Eigernordwand durch. Der zweite Punkt war die fragwürdige Art und Weise der Jungfraubahn Holding AG, mit Gegnern des Projektes umzugehen. Vom Projekt involvierte Personen erzählten, dass die Jungfraubahn Holding AG Versprechen nicht gehalten hätte, Leute vom Unternehmen eingeschüchtert worden und beleidigende Worte gefallen seien. Die Jungfraubahn Holding AG ihrerseits meldete gewalttätige Angriffe und sogar Morddrohungen.